# 刘建宁
刘建宁，南京大学分子医学研究所所长，教授。长期从事心脏血管疾病的机制与治疗以及蛋白质工程方面的研究。中华人民共和国教育部第三批“长江学者”特聘教授。在国际一流刊物发表论文数十篇。申请多项中国国家专利，获得中国国家自然科学二等奖等奖项。兼任中国国家自然科学基金评审委员会委员、美国多肽学会会员等职。
1993获得塔夫茨大学病理学/分子生物学专业博士学位。后在哈佛大学医学院做博士后、副教授等职，并在贝斯以色列-狄更尼斯医学中心心血管实验室担任研究员与副主任。1996年起在南京大学任职，现任南京大学分子医学研究所所长，教授。